# 435
435 је била проста година.

## Догађаји
- Римски војсковођа (магистер милитум) Флавије Аеције почиње кампању у Галији против Бургунда, након њихових напада на суседну Галију Белгику од стране краља Гунтера.
- 14. новембар – Цар Теодосије II наређује нови едикт о смртној казни за све јеретике и пагане у Царству. Јудаизам се сматра легалном нехришћанском религијом.
- Маргусов уговор потписанј између Хуна и Римског царства, у Маргусу, у Мезији, (данашњи Пожаревац, Србија).
- Краљ Генсерик закључује мировни уговор са Римљанима, по коме Вандали задржавају Мауретанију и део Нумидије као федералце Рима.
- Вандали користе Хипон као луку за своје експедиције. Генсерик оснива трговачку флоту за транспорт робе између Африке и италијанског копна.
- Хунерик, најстарији Генсериков син, послан је као дете талац на двор у Равени да обезбеди савез са Западним римским царством.
- 3. август – Цар Теодосије II је прогнао Несторија, архиепископа цариградског, у манастир у либијској пустињи по налогу своје сестре Пулхерије.
- 10. август – Личност позната научницима Мајанистима као „Каспер“ почиње 52-годишњу владавину у граду-држави Маја Паленке, што је сада држава Чијапас у јужном Мексику, и влада до своје смрти 487. године.
- 8. децембар – По календару Маја почиње ера 9. Бактуна. Дошло је до промене у политичким савезима непосредно пре догађаја када краљевске личности из мексичког планинског града Теотихуакана консолидују власт појединачно као краљеви Маја.
- Ива Едески је изабран за епископа Едесе.

## Смрти
Википедија:Непознат датум — 
- Јован Касијан, пустињски отац и теолог
- Пелагије, британски монах
- Филип Сидски, историчар хришћанске цркве
- Равула Едески, епископ Едесе

- Свети Акакије - хришћански светитељ.